# 亚新石器时代
亚新石器时代是指中石器時代和新石器时代期間的一段時期。考古學者根據這一時期的考古学文化發現這一時期的人們已懂得製作陶器，定居文化成為主流，但人們仍然通過狩獵採集和捕魚來獲取食物，而且此時农业依然未出現。